# Onsajanmatala
Onsajanmatala är en ö i Finland. Den ligger i Bottenviken och i kommunen Ijo i landskapet Norra Österbotten, i den norra delen av landet. Ön ligger omkring 58 kilometer norr om Uleåborg och omkring 590 kilometer norr om Helsingfors.
Öns area är 1,9 hektar och dess största längd är 190 meter i sydöst-nordvästlig riktning.

## Klimat
Inlandsklimat råder i trakten. Årsmedeltemperaturen i trakten är 0 °C. Den varmaste månaden är augusti, då medeltemperaturen är 14 °C, och den kallaste är januari, med −16 °C.